# كيم تشيو
كيمبرلي سو ياب تشيو (ولدت في 19 أبريل 1990) ممثلة فلبينية ومغنية وفنانة تسجيل ومذيعة تلفزيونية في الفلبين. وهي تدار حاليًا بموجب عقد مع قسم ستار ماجيك من شركة
أي بي إس-سي بي إن.
بدأت كيم تشيو حياتها المهنية في مجال العرض في سن السادسة عشرة بعد فوزها بالنسخة الأولى للمراهقين من برنامج الواقع بينوي بيج براذرز من ABS-CBN ثم لعبت دور البطولة في المسلسل التلفزيوني، سنا موليت مولي (2007) التي فازت بلقب أفضل نجم نسائي واعدًا في العام مع جيرالد أندرسون في جوائز شباك التذاكر الترفيهية من قبل مؤسسة غييرمو ميندوزا التذكارية للمنح الدراسية. تلا ذلك سلسلة من المشاريع الناجحة والأدوار الرائدة في الأعمال الدرامية، فتاتي (2008)، أكشن ميلودراماز تايونج دالوا (2009)، كونغ تايوي ماجكاكالايو (2010)، الكوميديا الرومانسية بنوندو فتاتي (2011 -2012)، الدراما العائلية أم ، أخ ، ابن (2012-2013)، فترة الدراما إيكا لامانج (2014)، الدراما العائلية «قصتنا (مسلسل تلفزيوني)» (2016)، والدراما الرياضية
«إيكا لانج آنج ايايبغون» (2017-2018).
قام أيضًا ببطولة العديد من الأفلام، بما في ذلك فيلم العروس للإيجار (2014)، وهو واحد من أعلى الأفلام الفلبينية إجمالاً في كل العصور، حيث حقق إيرادات بلغت 326 مليون دولار في شباك التذاكر. تشمل أفلامها الأخرى البارزة أنا أحبك ، وداعا (فيلم) (2009)، لماذا التي أنت معجب بها لا تعجب بك؟ (2013) و «العروس الشبح» (2017).
كما حصلت على جائزة نادي الصحافة السينمائي الفلبينية لأفضل ممثلة درامية عن أدائها في إيكا لامانج، أربعة ترشيحات لجوائز الأكاديمية الفلبينية للفنون والعلوم (حائزة على واحدة)، وحصلت على جائزة أميرة السينما والتلفزيونية الفلبينية لثلاث مرات في جوائز
شباك التذاكر الترفيهية لإنجازاتها في صناعة السينما والتلفزيون.

## روابط خارجية
- كيم تشيو على موقع IMDb (الإنجليزية)
- كيم تشيو على موقع ميوزك برينز (الإنجليزية)
- كيم تشيو على موقع قاعدة بيانات الفيلم (الإنجليزية)